# Parker School (Montana)
Parker School es un lugar designado por el censo ubicado en el condado de Hill en el estado estadounidense de Montana. En el Censo de 2010 tenía una población de 340 habitantes y una densidad poblacional de 17,79 personas por km².

## Geografía
Parker School se encuentra ubicado en las coordenadas 48°14′48″N 109°44′3″O / 48.24667, -109.73417. Según la Oficina del Censo de los Estados Unidos, Parker School tiene una superficie total de 19.11 km², de la cual 19.11 km² corresponden a tierra firme y (0%) 0 km² es agua.

## Demografía
Según el censo de 2010, había 340 personas residiendo en Parker School. La densidad de población era de 17,79 hab./km². De los 340 habitantes, Parker School estaba compuesto por el 0.59% blancos, el 0% eran afroamericanos, el 98.82% eran amerindios, el 0% eran asiáticos, el 0% eran isleños del Pacífico, el 0% eran de otras razas y el 0.59% pertenecían a dos o más razas. Del total de la población el 0% eran hispanos o latinos de cualquier raza.